# 軍事謀略学
軍事謀略学（ぐんじぼうりゃくがく、军事谋略学）は中国軍事学科体系の一つとして編入されている。中国軍事学科体系は中華人民共和国の中華人民共和国中央軍事委員会の批准を経て成立したものである。

## 用語
軍事謀略
軍事謀略とは軍事的な対抗の中で己を強めて敵を弱める（強己弱敵）方法論を指す。
強勝弱敗
戦争勝敗の基本原則は強きは勝ち、弱きは敗れる（強勝弱敗）である。
以強撃弱
戦勝を勝ち取る基本法則は強きを以て弱きを撃つ（以強撃弱）である。
我強敵弱
強きを以て弱きを撃つ前提条件は我強く敵弱し（我強敵弱）である。
強己弱敵
我強く敵弱しを実現する鍵は己を強めて敵を弱める（強己弱敵）である。
戦力均衡
もしある作戦任務に投入された部隊の保有する戦闘力が当該任務を遂行できるとしたら、当該部隊は当該任務において「戦力均衡」を実現したと呼ぶ。
戦力不均衡
もしある作戦任務に投入された部隊の保有する戦闘力が当該任務を遂行できないとしたら、当該部隊は当該任務において「戦力不均衡」状態にあると呼ぶ。
強
ある部隊がもし戦力均衡を実現したなら、当該部隊の当該作戦任務における戦闘力水準は「強」であると呼ぶ。
弱
ある部隊がもし戦力不均衡状態にあるなら、当該部隊の当該作戦任務における戦闘力水準は「弱」であると呼ぶ。

## 「強」（戦力均衡）の三つの条件
強の条件は、空間の一致、時間の一致、水準の一致である。
空間の一致
空間の一致とは、部隊戦闘力が実際に制御している空間と作戦任務を遂行するのに制御を要求される空間とが必ず互いに一致していなければならないことである。
時間の一致
時間の一致とは、部隊戦闘力が実際に制御している時間と作戦任務を遂行するのに制御を要求される時間とが必ず互いに一致していなければならないことである。
水準の一致
水準の一致とは、部隊戦闘力の実際の水準と部隊が遂行しようとしている作戦任務の難度の水準とが必ず互いに一致していなければならないことである。

## 「弱」（戦力不均衡）の四つの形式
弱の形式は空間差、時間差、能力差、任務差である。
空間差
空間差とは、作戦部隊が実際に制御する空間と作戦任務を遂行するのに制御しなければならない空間との間に現れた差異である。空間差には主に、戦いは此にあるも力は彼にある（戦此力彼）、戦場は大きくして力場は小さし（戦場大而力場小）、力場は大きくして戦場は小さし（力場大而戦場小）の三つの情況がある。
戦此力彼
戦此力彼とは、戦いはこの場所にあるが、力はあの場所にあることである。これは、ある部隊が作戦任務を遂行するのに制御しなければならない空間はこの場所にあるが、部隊の戦闘力が実際に制御している空間は別の場所にあることをいう。
戦場大而力場小
戦場大而力場小とは、作戦任務は必ずある一定範囲の空間を制御しなければならないと要求するが、部隊の戦闘力はその中の一部分しか制御できていないことをいう。
力場大而戦場小
力場大而戦場小とは、作戦任務は必ずある一定範囲の空間を制御しなければならないと要求するが、作戦部隊は更に広い空間内に分散し、したがって戦闘力の不足を招いていることをいう。
時間差
時間差は、作戦部隊が制御している空間と作戦任務を遂行するのに制御を要する空間とが一致している情況の下で、作戦部隊の戦闘力が実際に制御している時間と作戦任務を遂行するのに要求される制御時間との間の差異を指す。時間差には、戦いは先んじ力は後れる（戦先力後）、力は先んじ戦いは後れる（力先戦後）、戦いは長く力は短い（戦長力短）の三つの情況がある。
戦先力後
戦先力後は、作戦任務はある期間に行なわれるが、部隊の戦闘力はその後の期間にあって初めて必要とされる水準に達し、作戦任務と戦闘力との間に時間差が現れることをいう。
力先戦後
力先戦後は、戦闘力がある期間でしか比較的高い水準を持てないが、作戦任務はその後の期間に行なわれ、作戦任務と戦闘力との間に時間差が現れることをいう。
戦長力短
戦長力短は、遂行を要する作戦任務はかなり長い期間の中で部隊が戦闘力を比較的高い水準に保つことを要求するが、実際にはその期間の一部分の期間でしかその要求を満足できないことをいう。
能力差
能力差とは、作戦任務の時間、空間、難度等の要素が一定の条件の下で、作戦部隊戦闘力の実際の水準が不足していることにより生まれた当該作戦任務が要する戦闘力の理想的な水準との間の差異である。
任務差
任務差とは、作戦部隊の戦闘力が制御している時間、空間、水準等の要素が一定の条件の下で、部隊が実際に負っている作戦任務が遂行できる任務の水準を越えて生まれた差異を指す。

## 軍事謀略の基本パターン
軍事謀略の基本パターンは、作戦任務と作戦能力（戦闘力）及びその関係から着手し、我が方を戦力均衡に、敵方を戦力不均衡になるよう努めることである。我が方の戦力均衡を実現するには、能力差、任務差、空間差、時間差を減らすのが四つの基本的な道筋である。同様の道理で、敵方を戦力不均衡にさせるには、能力差、任務差、空間差、時間差を増やす四つの基本的な道筋がある。

## 戦例
空間差の例
第二次世界大戦のとき、アメリカ合衆国・イギリスの連合国軍はフランスのノルマンディーに上陸しようとしたが、カレーに上陸するように見せかけた。そこで独軍はカレーに戦力を集中させて、その結果、ノルマンディーが手薄になったため、連合国軍の上陸作戦は成功した。
時間差の例
第二次世界大戦のとき、ナチス・ドイツがポーランドに侵攻するわずか数時間前、ドイツの外相はポーランドの駐独大使と会談し、その後、ベルリンのラジオ局はドイツが和平を提案したと伝えた。こうしてポーランドを油断させておき、ドイツ国防軍に対する準備が間に合わないうちにドイツは侵攻を開始してポーランドを占領した。
任務差の例
国共内戦時の中国で、李立三の率いる中国共産党は中国国民党の内紛を見て、自己の実力を省みずに全国で大中都市を攻撃する命令を下したが、かえって壊滅的な打撃を受けた。
能力差の例
湾岸戦争のとき、アメリカ軍はミサイルでイラクの防空レーダーを破壊した。このためイラク軍の情報能力が大きく損なわれ、アメリカ軍による大規模空襲に道を開いた。

## 関連書籍
- 「軍事謀略学」、李炳彦（少将）・孫競著、解放軍出版社、1989年、ISBN 9787506508445
- 「軍事謀略学基礎」、黄培義（南京陸軍指揮学院教授、少将）著、軍事科学出版社、2005年、ISBN 7801378083